# 小行星6132
小行星6132（6132 Danielson）是一颗绕太阳运转的小行星，为主小行星带小行星。该小行星于1990年8月22日发现。

## 轨道参数
小行星6132的轨道半长轴为2.4666208 UA，离心率为0.162。